# Periplo di Scilace
Il Periplo di Scilace (titolo completo in greco Σκύλακος Καρυανδέως Περίπλους τῶν ἐκτὸς τῶν Ἡρακλέους στηλῶν, Periplo esterno alle colonne di Eracle) è un antico periplo, risalente alla fine del VI secolo a.C., di cui resta una copia o un'epitome successiva databile al IV secolo a.C., o Periplo dello Pseudo-Scilace (titolo completo in greco Σκύλακος Καρυανδέως Περίπλους τῆς θαλάσσης τῆς οἰκουμένης Εὐρώπης καὶ Ἀσίας καὶ Λιβύης, Periplo dell'ecumene marittima di Europa, Asia e Libia). Molti ritengono, tuttavia, che il nome di Scilace sia piuttosto un richiamo pseudoepigrafo all'autorità di Erodoto, il quale cita uno Scilace di Carianda: navigatore greco già al servizio del Re dei Re di Persia Dario I in qualità di esploratore del basso corso dell'Indo e della costa vicina alla sua foce.

## Testo
Scilace fa una circumnavigazione in senso orario del mar Mediterraneo e del mar Nero, partendo dall'Iberia e terminando in Africa occidentale, oltre le colonne d'Ercole. La parte africana deriva chiaramente dal Periplus di Annone il Navigatore. Ne resta un manoscritto, quello di Pithou. 
Il Periplo di Scilace fu pubblicato la prima volta ad Augusta nel 1600 da David Höschel, assieme ad altre opere cartografiche greche minori. Ad Amsterdam il Periplo venne ripubblicato dal Vossius, nel 1639; poi da Hudson nel suo Geographi Graeci minores. A Parigi fu ripubblicato nel 1826 da Gail; a Berlino lo ristampò nel 1831 R.H. Klausen.